# Atractodes incrassator
Atractodes incrassator là một loài tò vò trong họ Ichneumonidae.